# Gerrhonotinae
Gerrhonotinae zijn een onderfamilie van hagedissen uit de familie hazelwormen of pootloze hagedissen (Anguidae). De wetenschappelijke naam van de groep werd voor het eerst voorgesteld door McDowell & Bogert in 1954. 
Er zijn 58 soorten die verdeeld zijn in vijf geslachten. Alle soorten leven in delen van Noord, Midden- en Zuid-Amerika. Een van de bekendere soorten is de zuidelijke alligatorhagedis (Elgaria multicarinata). 
De meeste Gerrhonotinae hebben duidelijk ontwikkelde poten, terwijl de meeste vertegenwoordigers van de enige andere onderfamilie (Anguinae) geheel pootloos zijn. 

## Geslachten
De onderfamilie omvat de volgende geslachten, met de auteur, het aantal soorten en het verspreidingsgebied.
| Naam                              | Auteur         | Aantal soorten | Verspreidingsgebied                                                     |
| --------------------------------- | -------------- | -------------- | ----------------------------------------------------------------------- |
| Boomhazelwormen (Abronia)         | Gray, 1838     | 29             | El Salvador, Guatemala, Honduras, Mexico                                |
| Barisia                           | Gray, 1838     | 7              | Mexico                                                                  |
| Elgaria                           | Gray, 1838     | 7              | Canada, Mexico, Verenigde Staten                                        |
| Alligatorhagedissen (Gerrhonotus) | Wiegmann, 1828 | 8              | Costa Rica, Mexico, Panama, Verenigde Staten                            |
| Mesaspis                          | Cope, 1877     | 7              | Costa Rica, El Salvador, Guatemala, Honduras, Mexico, Nicaragua, Panama |